# Guilherme Augusto Inácio da Cunha Guimarães
Guilherme Augusto Inácio da Cunha Guimarães (ur. 25 listopada 1877 w São Jorge de Selho, zm. 17 czerwca 1957) – portugalski duchowny rzymskokatolicki, biskup Angry.

## Biografia
22 września 1900 otrzymał święcenia prezbiteriatu.
20 czerwca 1928 papież Pius XI mianował go biskupem Angry. 2 września 1928 przyjął sakrę biskupią z rąk arcybiskupa Bragi Manuela Vieira de Matosa. Współkonsekratorami byli biskup Lamego Francisco José Ribeiro Vieira e Brito oraz biskup Bragançy i Mirandy Antonio Bento Martins Júnior.
Na katedrze tej zasiadał do śmierci 17 czerwca 1957.